# 石川総乗
石川 総乗（いしかわ ふさのり）は、江戸時代前期の旗本。貞當系石川家（大島石川家）3代。
寛文3年（1663年）石川義當の嫡男として誕生した。延宝2年（1674年）7月18日将軍徳川綱吉に拝謁し、元禄12年（1699年）8月御小姓並となり、同年12月5日父の致仕に伴い家督を継いだ。この後正式に小姓に列し、元禄15年（1702-3年）12月3日従五位下・備中守に叙任された。以後、小姓組番頭から御書院番頭となり、享保4年（1719年）7月伏見奉行となったが、翌年5月24日死去した。幕命により跡目は下條信隆の養子となっていた弟の信澄が継ぎ、諱を総因と改めた。
なお『寛政重修諸家譜』 において正室は遠藤常友女、後室を京極高和養女と記しているが、本項においては『石川家譜難波録』記載に従った。『石川家譜難波録』には京極高豊姪の没年は元禄2年（1689年）で、遠藤常友女の没年は元禄8年（1695年）とある。